# Foulou (Moutourwa)
Foulou est une localité du Cameroun située dans la commune de Moutourwa, le département du Mayo-Kani et la Région de l'Extrême-Nord, au pied des monts Mandara, à proximité de la frontière avec le Tchad.

## Localisation
Foulou est localisé à 10° 18′ 16,7″ Nord de latitude et 14° 16′ 53,3″ Est de longitude.

## Climat
Climat : steppe. Type selon Classification de Köppen : BSh. Température annuelle moyenne : 28,2 °C. Précipitations annuelles moyennes : 817 mm.